# Wesstar
Korfbalvereniging Wesstar is een Nederlandse korfbalvereniging uit de Gelderse plaats Westervoort (De Liemers), opgericht in 1986. Het is de enige korfbalvereniging in de gemeente en heeft ongeveer 120 leden, waarvan de meeste jeugdspelers (tot 18 jaar). Wesstar heeft een eigen veld en clubhuis aan de Achterse Weide in Westervoort. De clubkleuren zijn geel (shirt) met blauw (broek/rok en sokken).
Vanaf veldseizoen 2012/2013 speelt Wesstar met zeven jeugdteams en één midweekteam (senioren) en daarmee heeft de vereniging teams in iedere leeftijdsklasse. De oudste jeugdspelers (junioren A1, A2) zullen volgend seizoen doorschuiven naar een nieuwe eerste team. De functie van hoofdtrainer/coach is op dit moment vacant.